# Johannes Vincke
Johannes Vincke (ur. 11 maja 1892 w Gretesch koło Osnabrücku, zm. 3 marca 1975 w Wallenhorst) – niemiecki teolog katolicki. Głównymi kierunkami jego działalności naukowej było prawo kościelne i historia Kościoła, w szczególności historia Kościoła Hiszpanii.

## Biografia
Johannes Vincke urodził się w Gretesch koło Osnabrücku, jako trzecie z dziewięciorga rodzeństwa. Po edukacji podstawowej w Belm i ukończeniu szkoły średniej z maturą w 1912 roku w gimnazjum Carolinum w Osnabrücku studiował w latach 1912–1916 teologię w Münster i Fryburgu Bryzgowijskim. W 1912 został członkiem katolickiego bractwa studenckiego Unitas Winfridia. W 1917 otrzymał święcenia kapłańskie. Przez następne lata posługiwał jako duszpasterz. W latach 1926–1928 kontynuuje studia z zakresu teologii, historii i nauk politycznych we Fryburgu. W 1927 uzyskuje stopień doktora z zakresu teologii i filozofii, a w 1928 zostaje doktorem prawa i nauk politycznych. W latach 1928–1930 pracuje w królewskim archiwum w Barcelonie. Po powrocie do Fryburga uzyskuje habilitację w 1930 z zakresu prawa kościelnego oraz stosunków państwo–Kościół. W latach 1932 do 1934 przebywał na Papieskim Uniwersytecie Gregoriańskim w Rzymie. W 1937 został profesorem nadzwyczajnym prawa kanonicznego we Fryburgu, a następnie w latach 1939 do 1944 objął katedrę prawa kościelnego w Państwowej Akademii w Braniewie w Prusach Wschodnich. Od semestru letniego w 1944 obejmuje katedrę historii kościoła na Uniwersytecie we Fryburgu Bryzgowijskim, gdzie w 1946 roku został mianowany profesorem i gdzie wykładał do swego przejścia na emeryturę w 1960. W roku akademickim 1951/1952 był rektorem tego uniwersytetu. Od 1952 jest członkiem zarządu towarzystwa naukowego „Görres-Gesellschaft zur Pflege der Wissenschaft”.